# لیگ اروپا
لیگ اروپا (که قبلاً با نام جام یوفا شناخته می‌شد) نام رقابت‌های فوتبالی است که در رودپیش بین تیم‌های برگزیدهٔ اروپایی برگزار می‌شود.این مسابقات که بعد از
لیگ قهرمانان اروپا دومین رقابت فوتبالی معتبر در سطح قارهٔ اروپا است، هر سال تحت نظر اتحادیهٔ فوتبال اروپا (یوفا) برگزار می‌شود. انتخاب تیم‌ها برای این مسابقات، بر اساس عملکرد آن‌ها در رقابت‌های داخلی کشور خود، شامل لیگ و جام حذفی، صورت می‌گیرد. و برنده جواز حضور در چمپیونزلیگ فصل بعد را میگیرد
این مسابقات که سابقاً با نام جام یوفا برگزار می‌شد تا قبل از سال۲۰۰۰ با نام جام باشگاه‌های اروپا هم سطح با لیگ قهرمانان اروپا بود و چهار تیم اول هر لیگ در هر دو جام حضور داشتند که بعد فیفا تغییراتی در آن ایجاد کرد و از آن به نام جام یوفا یاد می‌شد و لیگ قهرمانان اروپا به تنهایی معتبرترین جام در سطح باشگاه‌های اروپا شد. به دلیل تغییراتی که در شکل و ساختار آن به وجود آمد، از ژوئن ۲۰۰۹ به بعد و برای فصل ۱۰–۲۰۰۹ با نام جدید لیگ اروپا برگزار می‌شود.
برای بررسی رکوردها و نتایج، لیگ اروپا و جام یوفا هر دو مسابقات یکسانی در نظر گرفته می‌شوند و لیگ اروپا در واقع همان جام یوفا است که با نام و علامتی جدید برگزار می‌شود.
این رقابت‌ها از سال ۱۹۷۱ و به عنوان جایگزین جام اینتر-سیتیز فیرز کاپ آغاز شد، اما در رکوردها و نتایج، رقابت‌های اینتر-سیتیز فیرز کاپ به عنوان جام یوفای سابق لحاظ نمی‌شود.
در سال ۱۹۹۹، جام برندگان جام اروپا منسوخ و با جام یوفا ادغام شد.
در رقابت‌های فصل ۰۵–۲۰۰۴، یک گروه دیگر به مرحلهٔ پیش از دور حذفی افزوده شد. در تغییراتی که در سال ۲۰۰۹ در این رقابت‌ها به وجود آمد، جام اینترتوتو در این رقابت‌ها ادغام شد و با افزودن یک گروه دیگر در مرحلهٔ مقدماتی و ایجاد تغییراتی در نحوهٔ راهیابی تیم‌ها به این مسابقات، رقابت‌ها شکل گسترده‌تری به خود گرفت.

## جوایز نقدی
همانند لیگ قهرمانان اروپا جایزه نقدی پس از هر دور با معیار حضور و نتیجه کسب شده از منبع درامدهای حق پخش تلویزیونی به تیم‌ها اعطا می‌شود. توجه کنید که در لیگ اروپا بر خلاف لیگ قهرمانان پیروزی در مرحلهٔ پلی آف جایزهٔ نقدی ندارد و برندگان این مرحله فقط جایزهٔ حضور در مرحلهٔ گروهی را دریافت می‌کنند.
- حضور در مرحله اول انتخابی: €۲۰۰٬۰۰۰
- حضور در مرحله دوم انتخابی: €۲۱۰٬۰۰۰
- حضور در مرحله سوم انتخابی: €۲۲۰٬۰۰۰
- حذف شدن در مرحله پلی آف:€۲۳۰٬۰۰۰
- حضور در مرحله گروهی: €۲۴۰٬۰۰۰
- کسب پیروزی در گروه: €۳۶۰٬۰۰۰
- کسب تساوی در گروه: €۱۲۰٬۰۰۰
- کسب رتبه اول در گروه: €۵۰۰٬۰۰۰
- کسب رتبه دوم در گروه: €۲۵۰٬۰۰۰
- حضور در یک شانزدهم نهایی: €۵۰۰٬۰۰۰
- حضور در یک‌هشتم نهایی: €۷۵۰٬۰۰۰
- حضور در یک چهارم نهایی: €۱٬۰۰۰٬۰۰۰
- حضور در نیمه نهایی: €۱٬۵۰۰٬۰۰۰
- نایب قهرمان: €۳٬۵۰۰٬۰۰۰
- قهرمان: €۶٬۵۰۰٬۰۰۰

## فینال‌ها
| dagger | برنده در وقت اضافه    |
| *      | برنده در ضربات پنالتی |
| §      | برنده با گل طلایی     |

| فصل     | کشور                                                                     | قهرمان              | نتیجه   | نایب قهرمان         | کشور       | ورزشگاه                               | تماشاگران |
| ------- | ------------------------------------------------------------------------ | ------------------- | ------- | ------------------- | ---------- | ------------------------------------- | --------- |
| ۷۲–۱۹۷۱ | انگلستان                                                                 | تاتنهام هاتسپر      | ۲–۱     | ولورهمپتون          | انگلستان   | ورزشگاه مولینکس                       | ۴۵٬۰۰۰    |
| ۷۲–۱۹۷۱ | انگلستان                                                                 | تاتنهام هاتسپر      | ۱–۱     | ولورهمپتون          | انگلستان   | ورزشگاه وایت هارت لن                  | ۵۴٬۰۰۰    |
| ۷۲–۱۹۷۱ | تاتنهام در مجموع ۳ بر ۲ برنده شد.                                        |                     |         |                     |            |                                       |           |
| ۷۳–۱۹۷۲ | انگلستان                                                                 | لیورپول             | ۳–۰     | بروسیا مونشن‌گلادباخ | آلمان غربی | آنفیلد                                | ۴۱٬۱۶۹    |
| ۷۳–۱۹۷۲ | انگلستان                                                                 | لیورپول             | ۰–۲     | بروسیا مونشن‌گلادباخ | آلمان غربی | ورزشگاه بوکلبرگ                       | ۳۵٬۰۰۰    |
| ۷۳–۱۹۷۲ | لیورپول در مجموع ۳ بر ۲ برنده شد.                                        |                     |         |                     |            |                                       |           |
| ۷۴–۱۹۷۳ | هلند                                                                     | فاینورد             | ۲–۲     | تاتنهام             | انگلستان   | ورزشگاه وایت هارت لن                  | ۴۶٬۲۸۱    |
| ۷۴–۱۹۷۳ | هلند                                                                     | فاینورد             | ۲–۰     | تاتنهام             | انگلستان   | ورزشگاه دکویپ                         | ۵۹٬۰۰۰    |
| ۷۴–۱۹۷۳ | فاینورد در مجموع ۴ بر ۲ برنده شد.                                        |                     |         |                     |            |                                       |           |
| ۷۵–۱۹۷۴ | آلمان غربی                                                               | بروسیا مونشن‌گلادباخ | ۰–۰     | توئنته              | هلند       | ورزشگاه راین‌اشتادیون                  | ۴۲٬۰۰۰    |
| ۷۵–۱۹۷۴ | آلمان غربی                                                               | بروسیا مونشن‌گلادباخ | ۵–۱     | توئنته              | هلند       | ورزشگاه دیکمن                         | ۲۱٬۰۰۰    |
| ۷۵–۱۹۷۴ | بروسیا مونشن‌گلادباخ در مجموع ۵ بر ۱ برنده شد.                            |                     |         |                     |            |                                       |           |
| ۷۶–۱۹۷۵ | انگلستان                                                                 | لیورپول             | ۳–۲     | کلوب بروژ           | بلژیک      | آنفیلد                                | ۵۶٬۰۰۰    |
| ۷۶–۱۹۷۵ | انگلستان                                                                 | لیورپول             | ۱–۱     | کلوب بروژ           | بلژیک      | ورزشگاه جان بریدل                     | ۳۲٬۰۰۰    |
| ۷۶–۱۹۷۵ | لیورپول در مجموع ۴ بر ۳ برنده شد.                                        |                     |         |                     |            |                                       |           |
| ۷۷–۱۹۷۶ | ایتالیا                                                                  | یوونتوس             | ۱–۰     | اتلتیک بیلبائو      | اسپانیا    | ورزشگاه المپیک تورین                  | ۷۵٬۰۰۰    |
| ۷۷–۱۹۷۶ | ایتالیا                                                                  | یوونتوس             | ۱–۲     | اتلتیک بیلبائو      | اسپانیا    | ورزشگاه سن مامس                       | ۴۳٬۰۰۰    |
| ۷۷–۱۹۷۶ | یوونتوس در مجموع ۲ بر ۲ (قانون گل زده در خانه حریف) برنده شد.            |                     |         |                     |            |                                       |           |
| ۷۸–۱۹۷۷ | هلند                                                                     | پی‌اس‌وی آیندهوون     | ۰–۰     | باستیا              | فرانسه     | ورزشگاه آرماند سزاری                  | ۱۵٬۰۰۰    |
| ۷۸–۱۹۷۷ | هلند                                                                     | پی‌اس‌وی آیندهوون     | ۳–۰     | باستیا              | فرانسه     | ورزشگاه فیلیپس                        | ۲۷٬۰۰۰    |
| ۷۸–۱۹۷۷ | آیندهوون در مجموع ۳ بر صفر برنده شد.                                     |                     |         |                     |            |                                       |           |
| ۷۹–۱۹۷۸ | آلمان غربی                                                               | بروسیا مونشن‌گلادباخ | ۱–۱     | ستاره سرخ بلگراد    | یوگسلاوی   | ورزشگاه ستاره سرخ                     | ۸۷٬۰۰۰    |
| ۷۹–۱۹۷۸ | آلمان غربی                                                               | بروسیا مونشن‌گلادباخ | ۱–۰     | ستاره سرخ بلگراد    | یوگسلاوی   | ورزشگاه راین‌اشتادیون                  | ۴۵٬۰۰۰    |
| ۷۹–۱۹۷۸ | بروسیا مونشن‌گلادباخ در مجموع ۲ بر ۱ برنده شد.                            |                     |         |                     |            |                                       |           |
| ۸۰–۱۹۷۹ | آلمان غربی                                                               | اینتراخت فرانکفورت  | ۲–۳     | بروسیا مونشن‌گلادباخ | آلمان غربی | ورزشگاه بوکلبرگ                       | ۲۵٬۰۰۰    |
| ۸۰–۱۹۷۹ | آلمان غربی                                                               | اینتراخت فرانکفورت  | ۱–۰     | بروسیا مونشن‌گلادباخ | آلمان غربی | ورزشگاه کومرتسبانک آرنا               | ۵۹٬۰۰۰    |
| ۸۰–۱۹۷۹ | اینتراخت فرانکفورت در مجموع ۳ بر ۳ (قانون گل زده در خانه حریف) برنده شد. |                     |         |                     |            |                                       |           |
| ۸۱–۱۹۸۰ | انگلستان                                                                 | ایپسویچ تاون        | ۳–۰     | آلکمار              | هلند       | ورزشگاه پورتمن رود                    | ۲۷٬۵۳۲    |
| ۸۱–۱۹۸۰ | انگلستان                                                                 | ایپسویچ تاون        | ۲–۴     | آلکمار              | هلند       | ورزشگاه المپیک آمستردام               | ۲۸٬۵۰۰    |
| ۸۱–۱۹۸۰ | ایپسویچ تاون در مجموع ۵ بر ۴ برنده شد.                                   |                     |         |                     |            |                                       |           |
| ۸۲–۱۹۸۱ | سوئد                                                                     | گوتبورگ             | ۱–۰     | هامبورگ             | آلمان غربی | ورزشگاه اولوی                         | ۴۲٬۵۴۸    |
| ۸۲–۱۹۸۱ | سوئد                                                                     | گوتبورگ             | ۳–۰     | هامبورگ             | آلمان غربی | ورزشگاه‌ای‌ام‌تچ آرنا                    | ۶۰٬۰۰۰    |
| ۸۲–۱۹۸۱ | گوتبورگ در مجموع ۴ بر صفر برنده شد.                                      |                     |         |                     |            |                                       |           |
| ۸۳–۱۹۸۲ | بلژیک                                                                    | اندرلشت             | ۱–۰     | بنفیکا              | پرتغال     | ورزشگاه کینگ بودوئن                   | ۵۵٬۰۰۰    |
| ۸۳–۱۹۸۲ | بلژیک                                                                    | اندرلشت             | ۱–۱     | بنفیکا              | پرتغال     | ورزشگاه دا لوز                        | ۸۰٬۰۰۰    |
| ۸۳–۱۹۸۲ | اندرلشت در مجموع ۲ بر ۱ برنده شد.                                        |                     |         |                     |            |                                       |           |
| ۸۴–۱۹۸۳ | انگلستان                                                                 | تاتنهام هاتسپر      | ۱–۱     | اندرلشت             | بلژیک      | ورزشگاه کونستانت واندن استوک          | ۴۰٬۰۰۰    |
| ۸۴–۱۹۸۳ | انگلستان                                                                 | تاتنهام هاتسپر      | ۱–۱*    | اندرلشت             | بلژیک      | ورزشگاه وایت هارت لن                  | ۴۶٬۲۰۵    |
| ۸۴–۱۹۸۳ | تاتنهام در مجموع ۲ بر ۲ و در ضربات پنالتی ۴ بر ۳ برنده شد.               |                     |         |                     |            |                                       |           |
| ۸۵–۱۹۸۴ | اسپانیا                                                                  | رئال مادرید         | ۳–۰     | ویدئوتون            | مجارستان   | ورزشگاه شوشتی                         | ۳۰٬۰۰۰    |
| ۸۵–۱۹۸۴ | اسپانیا                                                                  | رئال مادرید         | ۰–۱     | ویدئوتون            | مجارستان   | ورزشگاه سانتیاگو برنابئو              | ۹۰٬۰۰۰    |
| ۸۵–۱۹۸۴ | رئال مادرید در مجموع ۳ بر ۱ برنده شد.                                    |                     |         |                     |            |                                       |           |
| ۸۶–۱۹۸۵ | اسپانیا                                                                  | رئال مادرید         | ۵–۱     | کلن                 | آلمان غربی | ورزشگاه سانتیاگو برنابئو              | ۸۵٬۰۰۰    |
| ۸۶–۱۹۸۵ | اسپانیا                                                                  | رئال مادرید         | ۰–۲     | کلن                 | آلمان غربی | ورزشگاه المپیک برلین                  | ۱۵٬۰۰۰    |
| ۸۶–۱۹۸۵ | رئال مادرید در مجموع ۵ بر ۳ برنده شد                                     |                     |         |                     |            |                                       |           |
| ۸۷–۱۹۸۶ | سوئد                                                                     | گوتبورگ             | ۱–۰     | داندی یونایتد       | اسکاتلند   | ورزشگاه اولوی                         | ۵۰٬۰۲۳    |
| ۸۷–۱۹۸۶ | سوئد                                                                     | گوتبورگ             | ۱–۱     | داندی یونایتد       | اسکاتلند   | ورزشگاه تانادیس پارک                  | ۲۰٬۹۱۱    |
| ۸۷–۱۹۸۶ | گوتبورگ در مجموع ۲ بر ۱ برنده شد.                                        |                     |         |                     |            |                                       |           |
| ۸۸–۱۹۸۷ | آلمان غربی                                                               | بایر لورکوزن        | ۰–۳     | اسپانیول            | اسپانیا    | ورزشگاه دساریا                        | ۴۲٬۰۰۰    |
| ۸۸–۱۹۸۷ | آلمان غربی                                                               | بایر لورکوزن        | ۳–۰*    | اسپانیول            | اسپانیا    | ورزشگاه بای‌آرنا                       | ۲۲٬۰۰۰    |
| ۸۸–۱۹۸۷ | بایر لورکوزن در مجموع ۳ بر ۳ و در ضربات پنالتی ۳ بر ۲ برنده شد.          |                     |         |                     |            |                                       |           |
| ۸۹–۱۹۸۸ | ایتالیا                                                                  | ناپولی              | ۲–۱     | اشتوتگارت           | آلمان غربی | ورزشگاه سن پائولو                     | ۸۳٬۰۰۰    |
| ۸۹–۱۹۸۸ | ایتالیا                                                                  | ناپولی              | ۳–۳     | اشتوتگارت           | آلمان غربی | ورزشگاه مرسدس بنز آرنا                | ۶۷٬۰۰۰    |
| ۸۹–۱۹۸۸ | ناپولی در مجموع ۵ بر ۴ برنده شد.                                         |                     |         |                     |            |                                       |           |
| ۹۰–۱۹۸۹ | ایتالیا                                                                  | یوونتوس             | ۳–۱     | فیورنتینا           | ایتالیا    | ورزشگاه المپیک تورین                  | ۴۵٬۰۰۰    |
| ۹۰–۱۹۸۹ | ایتالیا                                                                  | یوونتوس             | ۰–۰     | فیورنتینا           | ایتالیا    | ورزشگاه پارتنیو                       | ۳۲٬۰۰۰    |
| ۹۰–۱۹۸۹ | یوونتوس در مجموع ۳ بر ۱ برنده شد.                                        |                     |         |                     |            |                                       |           |
| ۹۱–۱۹۹۰ | ایتالیا                                                                  | اینتر میلان         | ۲–۰     | آ.اس. رم            | ایتالیا    | ورزشگاه سن سیرو                       | ۶۸٬۸۸۷    |
| ۹۱–۱۹۹۰ | ایتالیا                                                                  | اینتر میلان         | ۱–۰     | آ.اس. رم            | ایتالیا    | ورزشگاه المپیک رم                     | ۷۰٬۹۰۱    |
| ۹۱–۱۹۹۰ | اینتر میلان در مجموع ۲ بر ۱ برنده شد.                                    |                     |         |                     |            |                                       |           |
| ۹۲–۱۹۹۱ | هلند                                                                     | آژاکس               | ۲–۲     | تورینو              | ایتالیا    | ورزشگاه دل آلپی                       | ۶۵٬۳۷۷    |
| ۹۲–۱۹۹۱ | هلند                                                                     | آژاکس               | ۰–۰     | تورینو              | ایتالیا    | ورزشگاه المپیک آمستردام               | ۴۲٬۰۰۰    |
| ۹۲–۱۹۹۱ | آژاکس در مجموع ۲ بر ۲ (قانون گل زده در خانه حریف) برنده شد.              |                     |         |                     |            |                                       |           |
| ۹۳–۱۹۹۲ | ایتالیا                                                                  | یوونتوس             | ۳–۱     | بروسیا دورتموند     | آلمان      | ورزشگاه سیگنال ایدونا پارک            | ۳۷٬۰۰۰    |
| ۹۳–۱۹۹۲ | ایتالیا                                                                  | یوونتوس             | ۳–۰     | بروسیا دورتموند     | آلمان      | ورزشگاه دل آلپی                       | ۶۲٬۷۸۱    |
| ۹۳–۱۹۹۲ | یوونتوس در مجموع ۶ بر ۱ برنده شد.                                        |                     |         |                     |            |                                       |           |
| ۹۴–۱۹۹۳ | ایتالیا                                                                  | اینتر میلان         | ۱–۰     | ردبول سالزبورگ      | اتریش      | ورزشگاه ارنست هاپل                    | ۴۷٬۵۰۰    |
| ۹۴–۱۹۹۳ | ایتالیا                                                                  | اینتر میلان         | ۱–۰     | ردبول سالزبورگ      | اتریش      | ورزشگاه سن سیرو                       | ۸۰٬۳۲۶    |
| ۹۴–۱۹۹۳ | اینترمیلان در مجموع ۲ بر صفر برنده شد.                                   |                     |         |                     |            |                                       |           |
| ۹۵–۱۹۹۴ | ایتالیا                                                                  | پارما               | ۱–۰     | یوونتوس             | ایتالیا    | ورزشگاه انیو تاردینی                  | ۲۲٬۰۶۲    |
| ۹۵–۱۹۹۴ | ایتالیا                                                                  | پارما               | ۱–۱     | یوونتوس             | ایتالیا    | ورزشگاه سن سیرو                       | ۸۰٬۷۵۴    |
| ۹۵–۱۹۹۴ | پارما در مجموع ۲ بر ۱ برنده شد.                                          |                     |         |                     |            |                                       |           |
| ۹۶–۱۹۹۵ | آلمان                                                                    | بایرن مونیخ         | ۲–۰     | بوردو               | فرانسه     | ورزشگاه المپیک مونیخ                  | ۶۲٬۰۰۰    |
| ۹۶–۱۹۹۵ | آلمان                                                                    | بایرن مونیخ         | ۳–۱     | بوردو               | فرانسه     | ورزشگاه شابان-دلمس                    | ۳۶٬۰۰۰    |
| ۹۶–۱۹۹۵ | بایرن مونیخ در مجموع ۵ بر ۱ برنده شد.                                    |                     |         |                     |            |                                       |           |
| ۹۷–۱۹۹۶ | آلمان                                                                    | شالکه ۰۴            | ۱–۰     | اینتر میلان         | ایتالیا    | ورزشگاه پارک‌اشتادیون                  | ۵۶٬۰۰۰    |
| ۹۷–۱۹۹۶ | آلمان                                                                    | شالکه ۰۴            | ۰–۱*    | اینتر میلان         | ایتالیا    | ورزشگاه سن سیرو                       | ۸۳٬۰۰۰    |
| ۹۷–۱۹۹۶ | شالکه ۰۴ در مجموع ۱ بر ۱ و در ضربات پنالتی ۴ بر ۱ برنده شد.              |                     |         |                     |            |                                       |           |
| ۹۸–۱۹۹۷ | ایتالیا                                                                  | اینتر میلان         | ۳–۰     | لاتزیو              | ایتالیا    | ورزشگاه پارک دو پرنس                  | ۴۷٬۰۰۰    |
| ۹۹–۱۹۹۸ | ایتالیا                                                                  | پارما               | ۳–۰     | المپیک مارسی        | فرانسه     | ورزشگاه لوژنیکی                       | ۶۱٬۰۰۰    |
| ۰۰–۱۹۹۹ | ترکیه                                                                    | گالاتاسرای          | ۰–۰*[A] | آرسنال              | انگلستان   | ورزشگاه پارکن                         | ۳۸٬۹۱۹    |
| ۰۱–۲۰۰۰ | انگلستان                                                                 | لیورپول             | ۵–۴§[B] | آلاوز               | اسپانیا    | ورزشگاه سیگنال ایدونا پارک            | ۴۸٬۰۵۰    |
| ۰۲–۲۰۰۱ | هلند                                                                     | فاینورد             | ۳–۲     | بروسیا دورتموند     | آلمان      | ورزشگاه دکویپ                         | ۴۵٬۶۱۱    |
| ۰۳–۲۰۰۲ | پرتغال                                                                   | پورتو               | ۳–۲[C]  | سلتیک               | اسکاتلند   | ورزشگاه المپیک سویا                   | ۵۲٬۹۷۲    |
| ۰۴–۲۰۰۳ | اسپانیا                                                                  | والنسیا             | ۲–۰     | المپیک مارسی        | فرانسه     | ورزشگاه اولوی                         | ۳۹٬۰۰۰    |
| ۰۵–۲۰۰۴ | روسیه                                                                    | زسکا مسکو           | ۳–۱     | اسپورتینگ پرتغال    | پرتغال     | ورزشگاه ژوزه آلوالاد                  | ۴۷٬۰۸۵    |
| ۰۶–۲۰۰۵ | اسپانیا                                                                  | سویا                | ۴–۰     | میدلزبورو           | انگلستان   | ورزشگاه فیلیپس                        | ۳۳٬۱۰۰    |
| ۰۷–۲۰۰۶ | اسپانیا                                                                  | سویا                | ۲–۲*[D] | اسپانیول            | اسپانیا    | ورزشگاه همپدن پارک                    | ۴۷٬۶۰۲    |
| ۰۸–۲۰۰۷ | روسیه                                                                    | زنیت سن پترزبورگ    | ۲–۰     | رنجرز               | اسکاتلند   | ورزشگاه شهر منچستر                    | ۴۳٬۸۷۸    |
| ۰۹–۲۰۰۸ | اوکراین                                                                  | شاختار دونتسک       | ۲–۱[E]  | وردر برمن           | آلمان      | ورزشگاه شکری سراج‌اوغلو                | ۳۷٬۳۵۷    |
| ۱۰–۲۰۰۹ | اسپانیا                                                                  | اتلتیکو مادرید      | ۲–۱[F]  | فولهام              | انگلستان   | ورزشگاه‌ای‌ام‌تچ آرنا                    | ۴۹٬۰۰۰    |
| ۱۱–۲۰۱۰ | پرتغال                                                                   | پورتو               | ۱–۰     | براگا               | پرتغال     | ورزشگاه آویوا                         | ۴۵٬۳۹۱    |
| ۱۲–۲۰۱۱ | اسپانیا                                                                  | اتلتیکو مادرید      | ۳–۰     | اتلتیک بیلبائو      | اسپانیا    | ورزشگاه ملی رومانی                    | ۵۲٬۳۴۷    |
| ۱۳–۲۰۱۲ | انگلستان                                                                 | چلسی                | ۲–۱     | بنفیکا              | پرتغال     | ورزشگاه آمستردام آرنا، آمستردام       | ۴۶٬۱۶۳    |
| ۱۴–۲۰۱۳ | اسپانیا                                                                  | سویا                | ۰–۰*[G] | بنفیکا              | پرتغال     | ورزشگاه یوونتوس، تورین                | ۳۳٬۱۲۰    |
| ۱۵–۲۰۱۴ | اسپانیا                                                                  | سویا                | ۳–۲     | دنیپرو              | اوکراین    | ورزشگاه ملی ورشو، ورشو                | ۴۵٬۰۰۰    |
| ۱۶–۲۰۱۵ | اسپانیا                                                                  | سویا                | ۳–۱     | لیورپول             | انگلستان   | ورزشگاه سنت یاکوب پارک، بازل          | ۳۴٬۴۲۹    |
| ۱۷–۲۰۱۶ | انگلستان                                                                 | منچستر یونایتد      | ۲–۰     | آژاکس               | هلند       | ورزشگاه فرندز آرنا، سولنا             | ۴۶٬۹۶۱    |
| ۱۸–۲۰۱۷ | اسپانیا                                                                  | اتلتیکو مادرید      | ۳–۰     | مارسی               | فرانسه     | ورزشگاه پارک المپیک لیون، دسین شارپیو | ۵۵٬۷۶۸    |
| ۱۹–۲۰۱۸ | انگلستان                                                                 | چلسی                | ۴–۱     | آرسنال              | انگلستان   | ورزشگاه المپیک باکو، باکو             | ۵۱٬۳۷۰    |
| ۲۰–۲۰۱۹ | اسپانیا                                                                  | سویا                | ۳–۲     | اینتر میلان         | ایتالیا    | ورزشگاه راین انرژی، کلن               | ۰         |
| ۲۱–۲۰۲۰ | اسپانیا                                                                  | ویارئال             | ۱–۱*[H] | منچستر یونایتد      | انگلیس     | ورزشگاه پی‌جی‌ئی آرنا، گدانسک           | ۹٬۴۱۲     |
| ۲۲–۲۰۲۱ | آلمان                                                                    | اینتراخت فرانکفورت  | ۱–۱*[H] | رنجرز               | اسکاتلند   | ورزشگاه رامون سانچز پیس خوان، سویا    | ۴۳٬۸۱۲    |
| ۲۳–۲۰۲۲ | اسپانیا                                                                  | سویا                | ۱–۱*[H] | آ.اس.رم             | ایتالیا    | ورزشگاه فرنتس پوشکاش (۲۰۱۹)، بوداپست  | ۶۱٬۴۷۶    |
| ۲۴–۲۰۲۳ | ایتالیا                                                                  | آتالانتا            | ۳–۰     | بایرلورکوزن         | آلمان      | ورزشگاه آویوا، دوبلین                 | ۵۰٬۴۶۹    |
| ۲۵–۲۰۲۴ | انگلستان                                                                 | تاتنهام هاتسپر      | ۱–۰     | منچستر یونایتد      | انگلستان   | ورزشگاه سن مامس، بیلبائو              | ۴۹٬۲۲۴    |

## قهرمانان

### تعداد قهرمانی بر پایه باشگاه(جام یوفا)
| باشگاه               | قهرمان | نایب قهرمان | سال‌های قهرمانی                            | سال‌های نایب قهرمانی |
| -------------------- | ------ | ----------- | ----------------------------------------- | ------------------- |
| سویا                 | ۷      | ۰           | ۲۰۰۶، ۲۰۰۷، ۲۰۱۴، ۲۰۱۵، ۲۰۱۶ ،۲۰۲۰ ، ۲۰۲۳ | —                   |
| اینتر                | ۳      | ۲           | ۱۹۹۱، ۱۹۹۴، ۱۹۹۸                          | ۱۹۹۷ ،۲۰۲۰          |
| یوونتوس              | ۳      | ۱           | ۱۹۷۷، ۱۹۹۰، ۱۹۹۳                          | ۱۹۹۵                |
| لیورپول              | ۳      | ۱           | ۱۹۷۳، ۱۹۷۶، ۲۰۰۱                          | ۲۰۱۶                |
| تاتنهام هاتسپر       | ۳      | ۱           | ۱۹۷۲، ۱۹۸۴،۲۰۲۵                           | ۱۹۷۴                |
| اتلتیکو مادرید       | ۳      | ۰           | ۲۰۱۰، ۲۰۱۲، ۲۰۱۸                          | —                   |
| بروسیا مونشن‌گلادباخ  | ۲      | ۲           | ۱۹۷۵، ۱۹۷۹                                | ۱۹۷۳، ۱۹۸۰          |
| رئال مادرید          | ۲      | ۰           | ۱۹۸۵، ۱۹۸۶                                | —                   |
| گوتبورگ              | ۲      | ۰           | ۱۹۸۲، ۱۹۸۷                                | —                   |
| پارما                | ۲      | ۰           | ۱۹۹۵، ۱۹۹۹                                | —                   |
| فاینورد              | ۲      | ۰           | ۱۹۷۴، ۲۰۰۲                                | —                   |
| پورتو                | ۲      | ۰           | ۲۰۰۳، ۲۰۱۱                                | —                   |
| چلسی                 | ۲      | ۰           | ۲۰۱۳، ۲۰۱۹                                | —                   |
| اینتراخت فرانکفورت   | ۲      | ۰           | ۱۹۸۰، ۲۰۲۲                                | —                   |
| منچستر یونایتد       | ۱      | ۲           | ۲۰۱۷                                      | ۲۰۲۱ و ۲٠۲۵         |
| اندرلشت              | ۱      | ۱           | ۱۹۸۳                                      | ۱۹۸۴                |
| آژاکس                | ۱      | ۱           | ۱۹۹۲                                      | ۲۰۱۷                |
| بایر لورکوزن         | ۱      | ۱           | ۱۹۸۸                                      | ۲۰۲۴                |
| پی‌اس‌وی آیندهوون      | ۱      | ۰           | ۱۹۷۸                                      | —                   |
| ایپسویچ تاون         | ۱      | ۰           | ۱۹۸۱                                      | —                   |
| آتالانتا             | ۱      | ۰           | ۲۰۲۴                                      | —                   |
| ناپولی               | ۱      | ۰           | ۱۹۸۹                                      | —                   |
| بایرن مونیخ          | ۱      | ۰           | ۱۹۹۶                                      | —                   |
| شالکه ۰۴             | ۱      | ۰           | ۱۹۹۷                                      | —                   |
| گالاتاسرای           | ۱      | ۰           | ۲۰۰۰                                      | —                   |
| والنسیا              | ۱      | ۰           | ۲۰۰۴                                      | —                   |
| زسکا مسکو            | ۱      | ۰           | ۲۰۰۵                                      | —                   |
| زنیت سن پترزبورگ     | ۱      | ۰           | ۲۰۰۸                                      | —                   |
| شاختار دونتسک        | ۱      | ۰           | ۲۰۰۹                                      | —                   |
| ویارئال              | ۱      | ۰           | ۲۰۲۱                                      | —                   |
| بنفیکا               | ۰      | ۳           | —                                         | ۱۹۸۳، ۲۰۱۳، ۲۰۱۴    |
| المپیک مارسی         | ۰      | ۳           | —                                         | ۱۹۹۹، ۲۰۰۴، ۲۰۱۸    |
| آ.اس. رم             | ۰      | ۲           | —                                         | ۱۹۹۱؛ ۲۰۲۳          |
| بروسیا دورتموند      | ۰      | ۲           | —                                         | ۱۹۹۳، ۲۰۰۲          |
| اسپانیول             | ۰      | ۲           | —                                         | ۱۹۸۸، ۲۰۰۷          |
| اتلتیک بیلبائو       | ۰      | ۲           | —                                         | ۱۹۷۷، ۲۰۱۲          |
| آرسنال               | ۰      | ۲           | —                                         | ۲۰۰۰، ۲۰۱۹          |
| رنجرز                | ۰      | ۲           | —                                         | ۲۰۰۸، ۲۰۲۲          |
| توئنته               | ۰      | ۱           | —                                         | ۱۹۷۵                |
| کلوب بروژ            | ۰      | ۱           | —                                         | ۱۹۷۶                |
| باستیا               | ۰      | ۱           | —                                         | ۱۹۷۸                |
| ستاره سرخ بلگراد     | ۰      | ۱           | —                                         | ۱۹۷۹                |
| آلکمار               | ۰      | ۱           | —                                         | ۱۹۸۱                |
| هامبورگ              | ۰      | ۱           | —                                         | ۱۹۸۲                |
| ویدتون               | ۰      | ۱           | —                                         | ۱۹۸۵                |
| کلن                  | ۰      | ۱           | —                                         | ۱۹۸۶                |
| داندی یونایتد        | ۰      | ۱           | —                                         | ۱۹۸۷                |
| اشتوتگارت            | ۰      | ۱           | —                                         | ۱۹۸۹                |
| فیورنتینا            | ۰      | ۱           | —                                         | ۱۹۹۰                |
| تورینو               | ۰      | ۱           | —                                         | ۱۹۹۲                |
| ردبول سالزبورگ       | ۰      | ۱           | —                                         | ۱۹۹۴                |
| بوردو                | ۰      | ۱           | —                                         | ۱۹۹۶                |
| لاتزیو               | ۰      | ۱           | —                                         | ۱۹۹۸                |
| ولورهمپتون           | ۰      | ۱           | —                                         | ۱۹۷۲                |
| آلاوز                | ۰      | ۱           | —                                         | ۲۰۰۱                |
| سلتیک                | ۰      | ۱           | —                                         | ۲۰۰۳                |
| اسپورتینگ پرتغال     | ۰      | ۱           | —                                         | ۲۰۰۵                |
| میدلزبورو            | ۰      | ۱           | —                                         | ۲۰۰۶                |
| وردر برمن            | ۰      | ۱           | —                                         | ۲۰۰۹                |
| فولهام               | ۰      | ۱           | —                                         | ۲۰۱۰                |
| براگا                | ۰      | ۱           | —                                         | ۲۰۱۱                |
| دنیپرو دنیپروپتروفسک | ۰      | ۱           | —                                         | ۲۰۱۵                |

### تعداد قهرمانی بر پایه کشور (جام یوفا)
| کشور     | قهرمان | نایب قهرمان | کل  |
| -------- | ------ | ----------- | --- |
| اسپانیا  | ۱۴     | ۵           | ۱۹  |
| انگلستان | ۱۰     | ۹           | ۱۹  |
| ایتالیا  | ۱۰     | ۸           | ۱۸  |
| آلمان    | ۷      | ۸           | ۱۵  |
| هلند     | ۴      | ۳           | ۷   |
| پرتغال   | ۲      | ۵           | ۷   |
| سوئد     | ۲      | ۰           | ۲   |
| روسیه    | ۲      | ۰           | ۲   |
| بلژیک    | ۱      | ۲           | ۳   |
| اوکراین  | ۱      | ۱           | ۲   |
| ترکیه    | ۱      | ۰           | ۱   |
| فرانسه   | ۰      | ۵           | ۵   |
| اسکاتلند | ۰      | ۳           | ۳   |
| یوگسلاوی | ۰      | ۱           | ۱   |
| مجارستان | ۰      | ۱           | ۱   |
| اتریش    | ۰      | ۱           | ۱   |
| مجموع    | ۵۳     | ۵۳          | ۱۰۴ |